# Dibrowa (rejon buczański)
Dibrowa (ukr. Діброва) – wieś na Ukrainie, w obwodzie kijowskim, w rejonie buczańskim, w hromadzie Irpień. W 2001 liczyła 443 mieszkańców.